# Pałac Hołowczyca

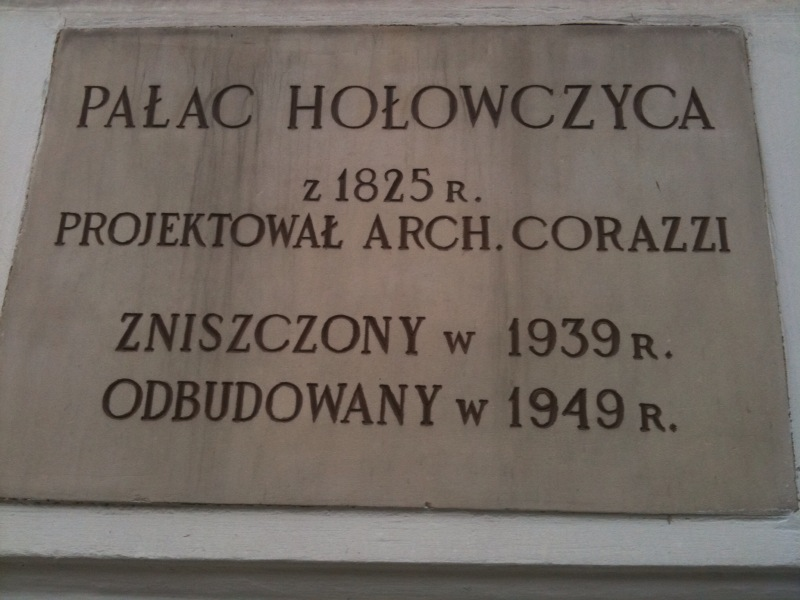
Tablica na budynku przy ulicy Nowy Świat 35, mylnie informująca o tym, że jest to Pałac Hołowczyca

Pałac Hołowczyca – pałac zbudowany w 1820 roku na warszawskim Śródmieściu, przy ul. Nowy Świat 31 u zbiegu z ulicą Chmielną. Został wykonany według projektu Antonia Corazziego. Rozebrany w 1912 roku. Sąsiednia kamienica Bürgera była błędnie nazywana pałacem Hołowczyca.

## Historia

### Pałac
Późniejszy arcybiskup Szczepan Hołowczyc stał się właścicielem posesji u zbiegu Nowego Światu i Chmielnej w 1818 roku. Wcześniej działka ta należała do Szpitala Świętego Ducha.
Budowa dwupiętrowej kamienicy rozpoczęła się około 1820 roku. Historyk sztuki Marek Kwiatkowski ustalił, że jej projektantem był Antonio Corazzi.
Był to dwupiętrowy, klasycystyczny budynek z wnęką w środkowej osi, ujętą parą kanelurowanych kolumn doryckich. We wnęce istniało okno zwieńczone półkolistą płyciną wypełnione dekoracją sztukatorską. Prawdopodobnie balustrada balkonu wykonana została z lanego żeliwa będącego wówczas jednym z synonimów nowoczesności. Poniżej balkonu znajdowała się półkoliście zamknięta brama wiodąca na podwórze.
Biskup Hołowczyc zmarł w 1823 r. Po jego śmierci kamienica wielokrotnie zmieniała właścicieli, należała do wielu rodzin arystokratycznych (Pusłowscy w połowie XIX wieku, później Krasińscy w latach 70., wreszcie na przełomie XIX i XX wieku Stanisław hr. Łubieński), aż w początku XX wieku kupił ją Marian Malinowski.
W czasie XIX wieku budynek tracił pałacowy charakter i powoli zmieniał się w kamienicę czynszową ze sklepami na parterze i manufakturami w oficynach. Jedną z takich fabryczek była wytwórnia wód mineralnych Tarłowskiego i Jeżewskiego działająca w tym budynku na przełomie lat 60. i 70. XIX w. Na początku XX w. lokal na parterze u zbiegu z ul. Chmielną zajmował główny skład Krajowej Fabryki Tytoniowej „Union” Kołodziejskiego i Filipkowskiego.

### Kamienica Malinowskiego
W 1912 roku kamienicę kupił Marian Malinowski (właściciel dużej apteki przy Nowym Świecie 35) i w ciągu kilku miesięcy ją rozebrał, budując na jej miejscu w latach 1913–1914 dom dochodowy z apteką na parterze.
Nowy, siedmiopiętrowy budynek (a więc zgodnie z ówczesną nomenklaturą – niebotyk) miał siedmioosiową fasadę. Masywną, modernistyczną kamienicę projektowali architekci Adam Oczkowski i Feliks Michalski. Od strony ulicy Chmielnej dom miał bardzo wydłużoną, 12-osiową elewację. Czynszówka uważana była za niezbyt estetyczną i zbyt wysoką względem otoczenia. Uniemożliwiała również poszerzenie ulicy Chmielnej, łamiąc nakaz pozostawienia przejścia dla pieszych: budowa stała się powodem zatargu inwestora z magistratem. Malinowski odmówił odstąpienia miastu części swojego gruntu, w celu umożliwienia poszerzenia wylotu ul. Chmielnej. Za ten fragment działki domagał się astronomicznej sumy 800 tys. rubli. Władze miasta uzyskały z Petersburga nakaz wstrzymania budowy, ale stało się to kilka tygodni przed wybuchem I wojny światowej, kiedy budowa kamienicy była już niemal na ukończeniu. Magistrat zajęty innymi sprawami przestał naciskać i Malinowski doprowadził budowę do końca.
Apteka zajmowała 2 kondygnacje na narożniku Nowego Światu z Chmielną. Była jedną z największych i najbardziej znanych w międzywojennej Warszawie. Malinowski był już wcześniej, od 1887 roku, właścicielem wytwórni wyrobów kosmetycznych i farmaceutyków. Gdy powstała kamienica przy Nowym Świecie, wytwórnia kosmetyków przeniosła się do jej oficyny. W budynku znajdowały się też biura i mieszkania pracowników firmy. Marian Malinowski mieszkał w 12-pokojowym mieszkaniu na pierwszym piętrze.
Lokale od strony Nowego Światu (po prawej stronie budynku) były wynajmowane na sklepy. Przez pewien czas mieściły się tu salony samochodowe, później – skład fabryki instalacji kuchennych Herzfeld i Victorius z Grudziądza. Nad nim lokal na pierwszym piętrze był wynajmowany na biura poznańskiego Towarzystwa Ubezpieczeń „Vesta”.
Pod koniec września 1939 roku na budynek frontowy spadła bomba lotnicza. Kamienica została doszczętnie zburzona, jej front zawalił się aż do parteru.

### Po II wojnie światowej

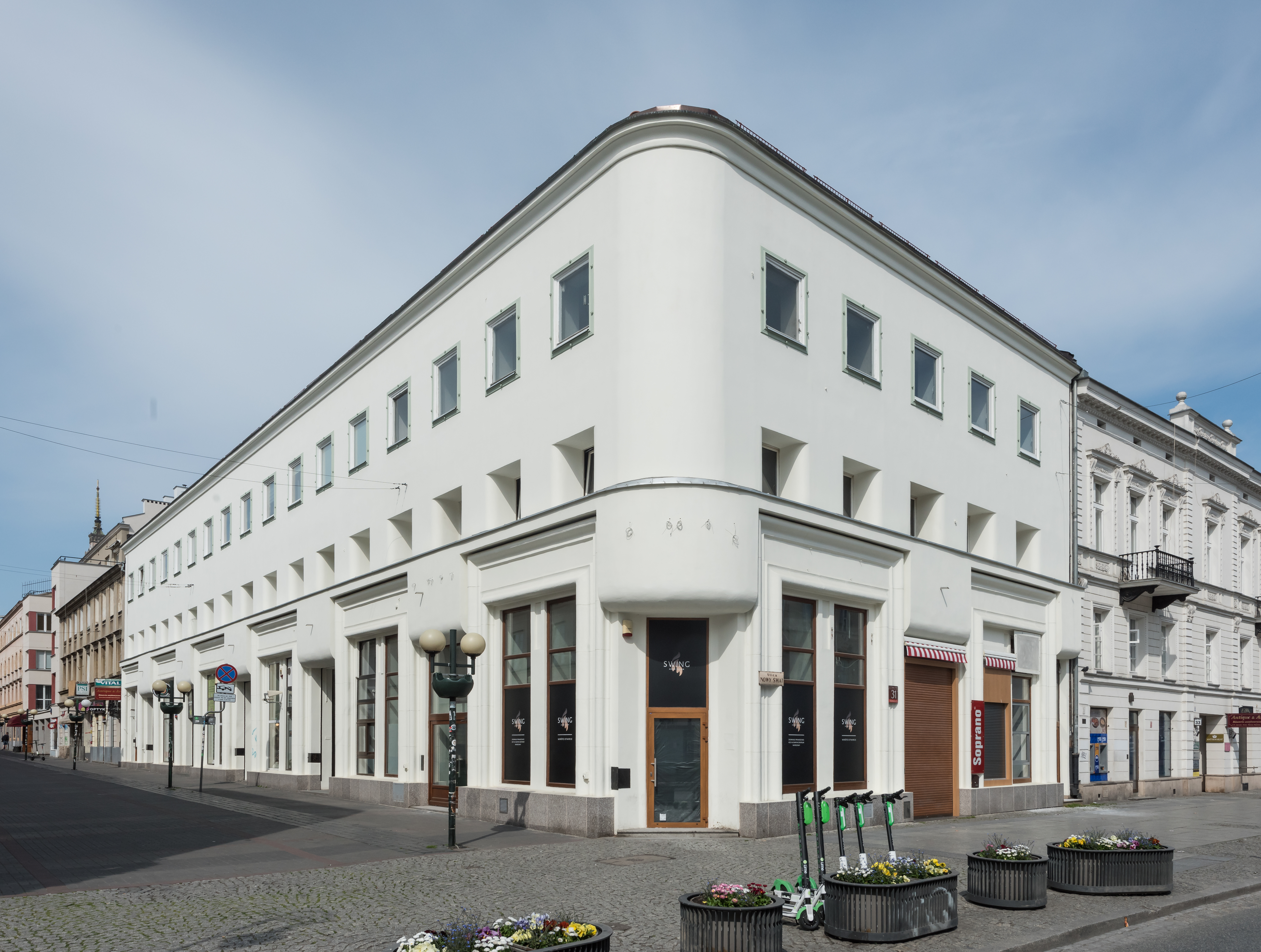
Dom Pod Biustonoszami” wzniesiony na miejscu pałacu Hołowczyca

Malinowski przeżył wojnę i zaraz potem przystąpił do odbudowy firmy. Na jego zlecenie w miejscu dawnej kamienicy w 1948 roku stanął nowy budynek. Tym razem niższy i dostosowany wysokością do pierzei odbudowywanego Nowego Światu, a jego elewacja od strony ulicy Chmielnej została wycofana do szerokości pierzei ulicy. Był to quasi-konstruktywistyczny budynek autorstwa Bohdana Lacherta i Juliana Puterman-Sadłowskiego, autorem skromnej dekoracji rzeźbiarskiej był Jerzy Jarnuszkiewicz.
Architektura modernistycznego budynku nie przypadła warszawiakom do gustu, którzy – z uwagi na dziwne wybrzuszenia ponad sklepami parteru – nazwali go domem „pod biustonoszami”. Malinowski zmarł w 1950 roku. W tym czasie władze komunistyczne przystąpiły do ostatecznego zniszczenia prywatnych firm o wieloletniej tradycji. W domu pod biustonoszami przez wiele lat mieściły się komisy i prywatne sklepy z butami, potem zaś na narożniku m.in. galeria sztuki.

## Błędna identyfikacja
Sąsiednia Kamienica Burgera przy ulicy Nowy Świat 35 była błędnie identyfikowana jako pałac Hołowczyca, o czym m.in. świadczy tablica na tym budynku.